# Lisa Wildmann
Lisa Wildmann (eigentlich Elisabeth Wildmann; * 16. Dezember 1974 in Linz) ist eine österreichische Schauspielerin und Hörspielsprecherin.

## Leben
Lisa Wildmann wurde 1974 in Linz geboren, wo sie später auch ihr Abitur ablegt. Im Anschluss arbeitete sie zunächst als Regieassistentin, nebenbei begann die ein Studium der Germanistik und Kunstgeschichte. 1994 wechselte Wildmann ans Mozarteum Salzburg, um an der Hochschule Schauspiel und Regie zu studieren. Das Schauspielstudium schloss sie mit Auszeichnung als Magistra artium ab. Im Jahr 1998 erhielt sie ihr erstes Engagement am Landestheater Linz und wechselte 2002 an das Theater Bielefeld. Es folgte 2005 ein Engagement am Staatstheater Stuttgart, wo sie bis 2011 spielte. 2011 wurde sie dann freischaffende Schauspielerin und hatte unter anderem Gastspiele am Theater Heidelberg, am Theater Baden-Baden, an der Staatsoper Stuttgart und am Schauspielhaus Wien. Seit 2012 unterrichtet Lisa Wildmann und hat seit 2016 einen Lehrauftrag an der Hochschule für Musik und Darstellende Kunst in Stuttgart.
Lisa Wildmann spielt in verschiedenen Fernsehproduktionen mit, unter anderem im Tatort, bei den Rosenheim-Cops und bei SOKO Stuttgart. und ist als Sprecherin für mehrere Fernsehsender und als Synchronsprecherin tätig.

## Filmografie
- 2002: Komponisten auf der Spur (Fernsehserie)
- 2003: Twinni
- 2010: SOKO Stuttgart (Fernsehserie)
- 2015: Dr. Illegal
- 2019: Das Menschenmögliche
- 2021: Tatort: Videobeweis (Fernsehreihe)
- 2022: Tatort: Das Verhör (Fernsehreihe)
- 2022: Die Rosenheim-Cops (Fernsehserie)
- 2025: Tatort: Verblendung (Fernsehreihe)

## Hörspiele (Auswahl)
Die ARD-Hörspieldatenbank enthält (Stand: Januar 2025) für den Zeitraum von 2006 bis 2021 insgesamt 29 Datensätze, bei denen Lisa Wildmann als Sprecherin geführt wird. Eine weitere Produktion unter dem Titel Good Hope von Walter Kohl (Regie: Heide Stockinger) entstand im Jahr 2000 beim ORF Oberösterreich.
- 2006/2007/2010: Myra Çakan: Unbegrenzte Lösungen (1., 2. und 4. Folge) – Regie: Alexander Schuhmacher (Original-Hörspiel, Kriminalhörspiel, Science-Fiction-Hörspiel – SWR)
- 2008: Rainer Schildberger: Die Kiste – Regie: Alexander Schuhmacher (Originalhörspiel – SWR)
- 2010: Jörg Graser: Kreuzeder (Kellnerin/Bedienung) – Regie: Robert Matejka (Originalhörspiel, Kriminalhörspiel – DLR)
- 2011: Margarete Groschupf: Olga (Milena) – Regie: Maria Ohmer (Originalhörspiel – SWR)
- 2016: Heiko Daniels: STYLITES – 37 Jahre / 18 Meter. Das Leben des Säulenheiligen Symeon Stylites des Älteren (Dämonin) – Regie: Alexander Schuhmacher (Originalhörspiel – HR)
- 2018: Katja Röder: Radio-Tatort: Im Königreich Deutschland (Eva Knöpfle-Fischer) – Regie: Alexander Schuhmacher (Originalhörspiel, Kriminalhörspiel – SWR)
- 2018: Hugo Rendler: Radio-Tatort: Handicap 55 (Petra) – Regie: Alexander Schuhmacher (Originalhörspiel, Kriminalhörspiel – SWR)
- 2020: Paulus Hochgatterer: Fliege fort, fliege fort (2 Teile) (Regina) – Bearbeitung und Regie: Steffen Moratz, Nicole Paulsen (Hörspielbearbeitung, Kriminalhörspiel – SWR)
- 2021: Delphine de Vigan: Dankbarkeiten (Mitarbeiterin Notrufzentrale) – Bearbeitung und Regie: Irene Schuck (Hörspielbearbeitung – SWR)
- 2022: Monika Geier: Radio-Tatort: Terrorvögel (Viola Mader) – Regie: Maidon Bader (Originalhörspiel, Kriminalhörspiel – SWR)

Quelle: ARD-Hörspieldatenbank